# هارون كولينز (لاعب كرة قدم)
هارون كولينز (بالإنجليزية: Aaron Collins)‏ هو لاعب كرة قدم نيوزلندي، ولد في 25 يونيو 1971 في نيوزيلندا. لعب مع Glasgow Academicals RFC ‏.